# UIMカード

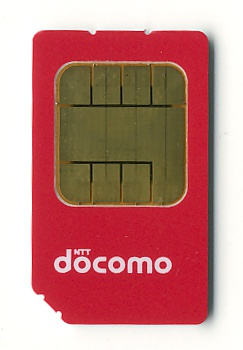
ドコモUIMカード DN04（バージョン4）

UIMカード（英: User Identity Module Card）またはUSIMカード（英: Universal Subscriber Identity Module Card）は、GSM携帯電話で使われているSIMカードをベースにして拡張された第3世代移動通信システムのうち、W-CDMA（UMTS）方式用に用いられるICカード。特に区別せずに「SIMカード」と呼ばれることもある。

## 概要
電話番号などの個人情報はUIMカードに書かれているため、カードを交換することで、別の携帯電話機でも利用することができる。国外などで通信方式の違う国際ローミングの場合でも、対応電話機へUIMカードを入れ換える（プラスチックローミング）ことで利用できる（一部の端末では端末とUSIMカードの認証を行っているため、USIMカードの差し替えでは動作しない場合がある）。
日本国内オペレータの場合、概ね大日本印刷とジェムアルト日本法人（端子仕様として、統合前のアクサルト日本法人と日本ジェムプラスの2種類がある）のいずれかが製造元となっている（NTTドコモのみ両方存在する）。ソフトバンクモバイルのプリペイドUSIMカードが採用するG&D（ただし、DNPからのOEM版も存在する）などに一部例外がある。

### 具体例
FOMA（NTTドコモ）のFOMAカードやドコモUIMカード（ドコモUIMカードは、LTEサービスであるXiおよび厳密な意味での4Gの要件のひとつであるキャリア・アグリゲーション対応のサービスのPREMIUM 4G対応機契約時に発行されるが、取扱店でのFOMAカードの在庫がなくなり次第、FOMA契約でも発行される）、SoftBank 3G（ソフトバンクのSoftBankブランド）のSoftBank 3G USIMカード、旧：イー・アクセスのEM chipなどのW-CDMA機や、KDDIのVoLTE対応機専用品や、3G通信非対応のタブレット向けのau ICカードで使われる（VoLTE専用端末以外等に使用するものは、後述のようにR-UIMカードとなり厳密には異なる仕様となる）。ソフトバンクの場合は、利用端末や契約形態によって数種類のカードに分けられている。
MVNO事業者の場合、独自のUIMカードを発行するケース（ディズニー・モバイルのディズニー・モバイルUSIMカード等）とMNOと同一のもの（2010年9月以前のWILLCOM CORE 3GのFOMAカードなど）を採用する事業者が存在する。

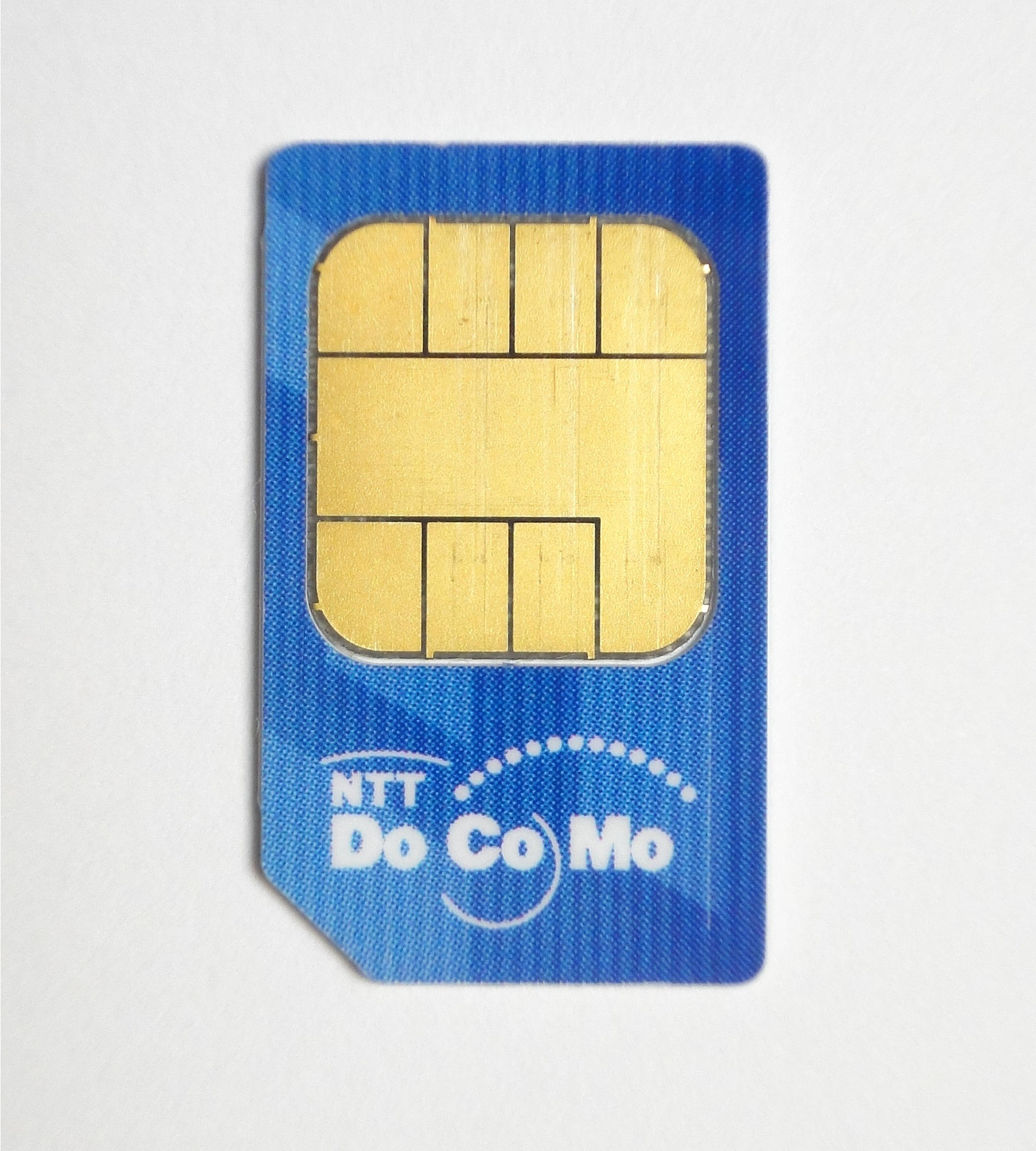
FOMAカード DN01（バージョン1）
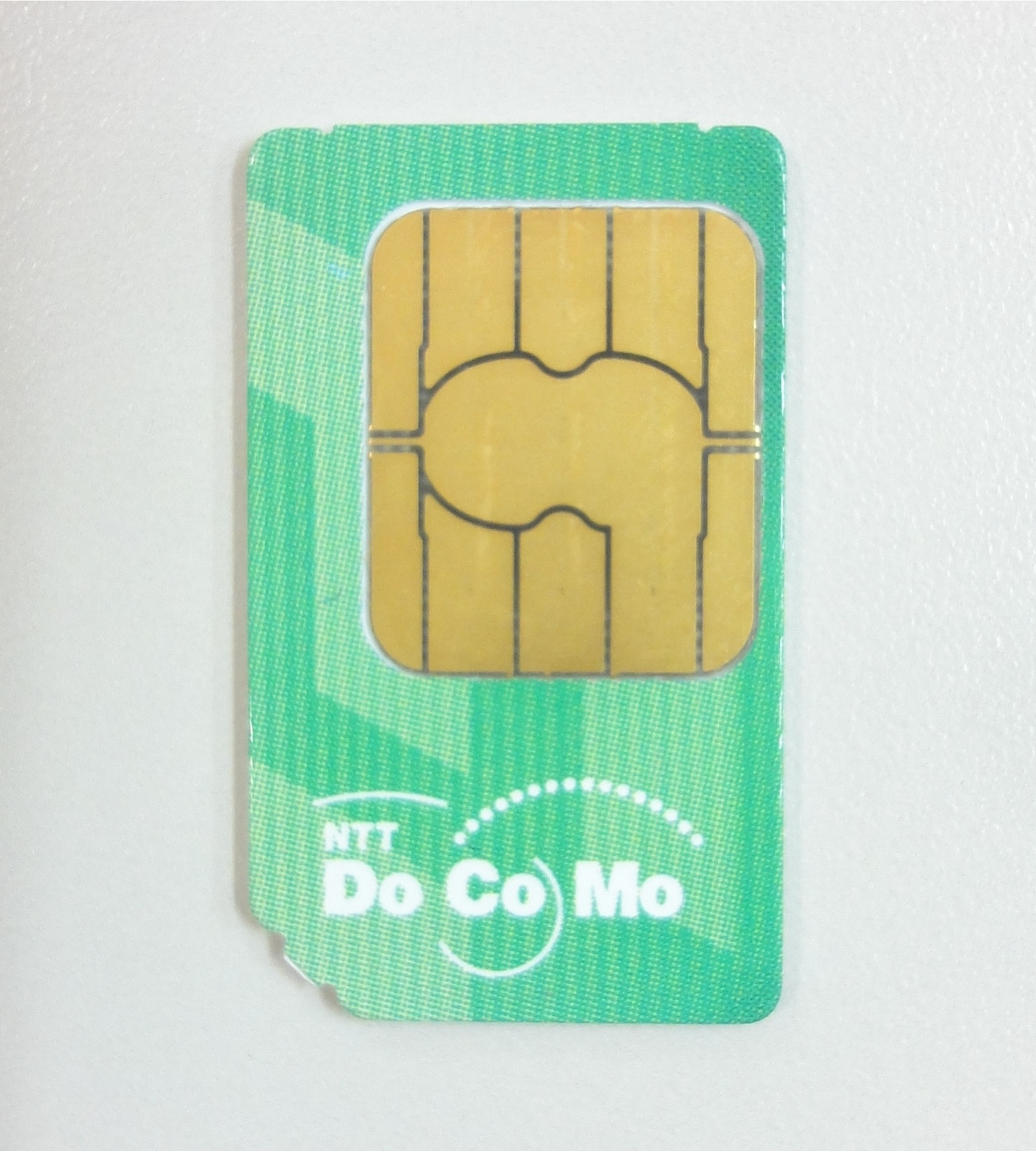
FOMAカード AX02（バージョン2）
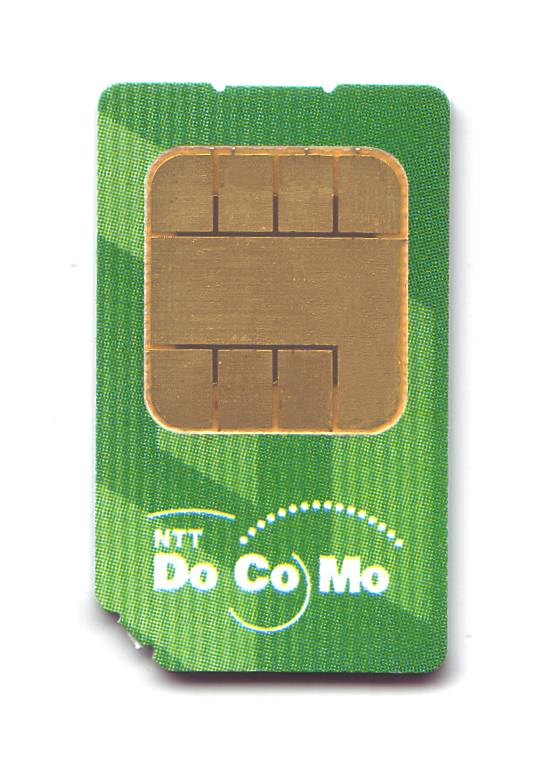
FOMAカード DN02（バージョン2）
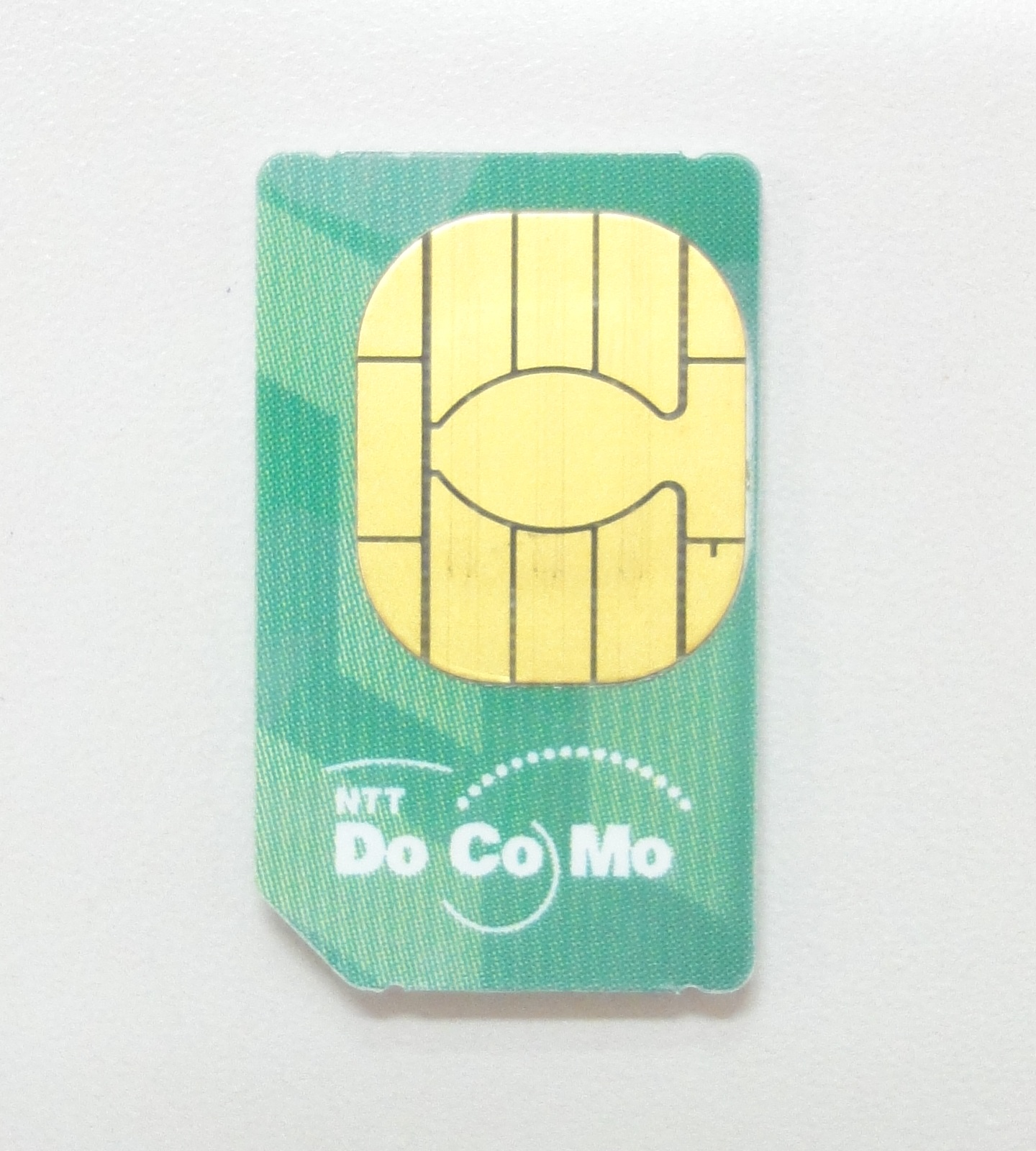
FOMAカード GE02（バージョン2/初期型端子仕様版）
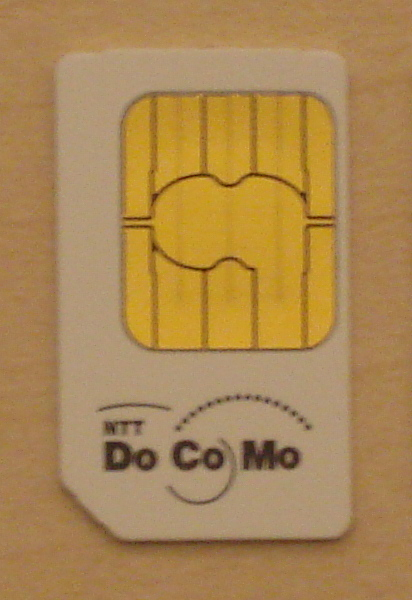
FOMAカード AX03（バージョン3/旧ドコモロゴ版）
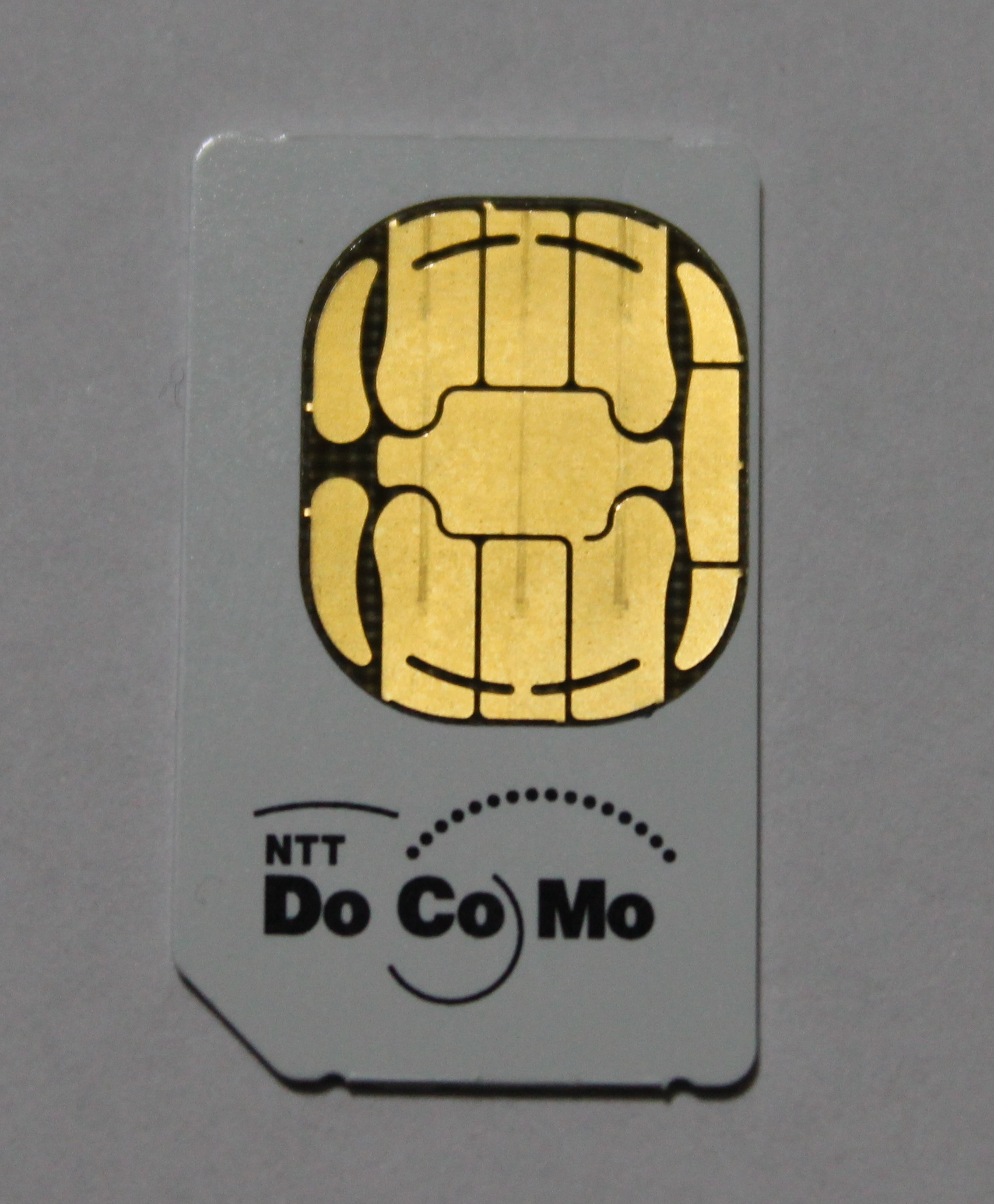
FOMAカード GE03（バージョン3）
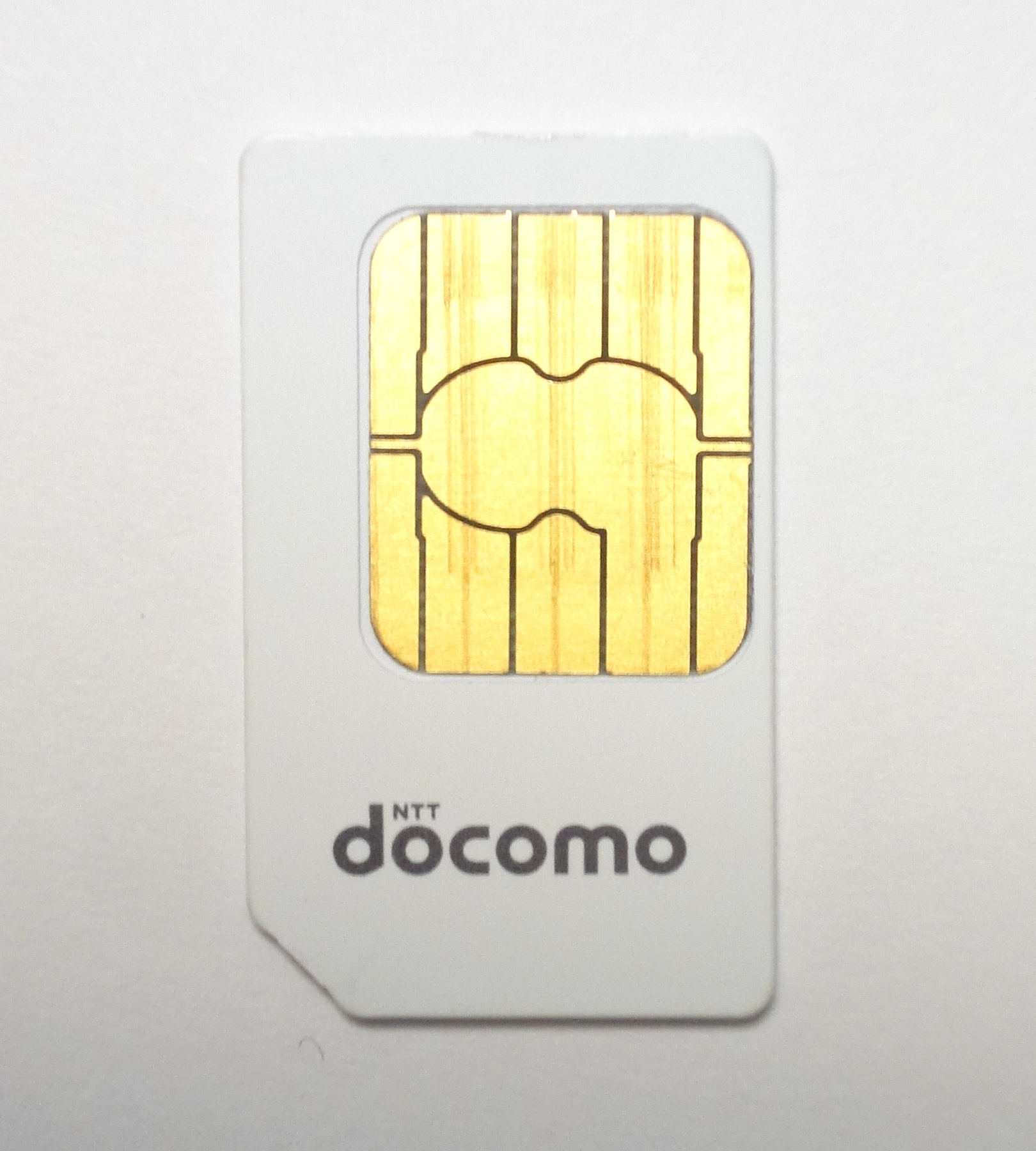
FOMAカード AX03（バージョン3/新ドコモロゴ版）
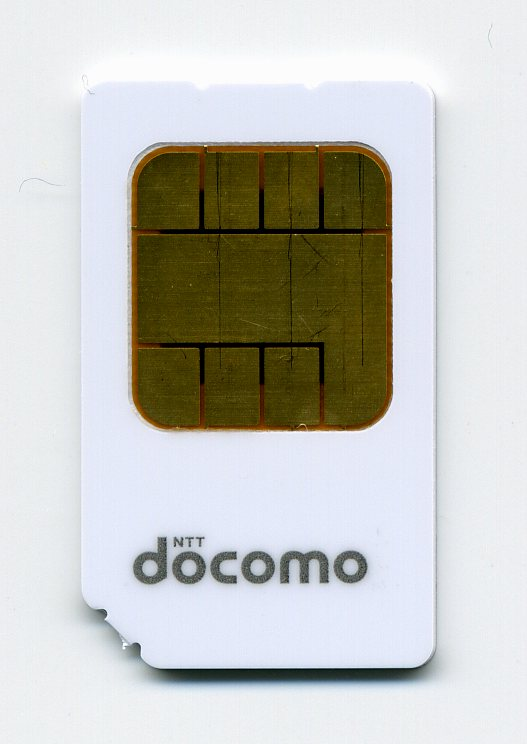
FOMAカード DN03（バージョン3/新ドコモロゴ版）
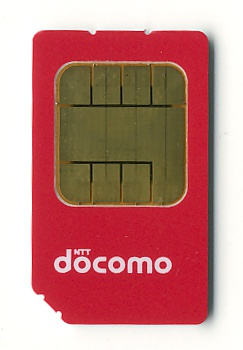
ドコモUIMカード DN04（バージョン4）
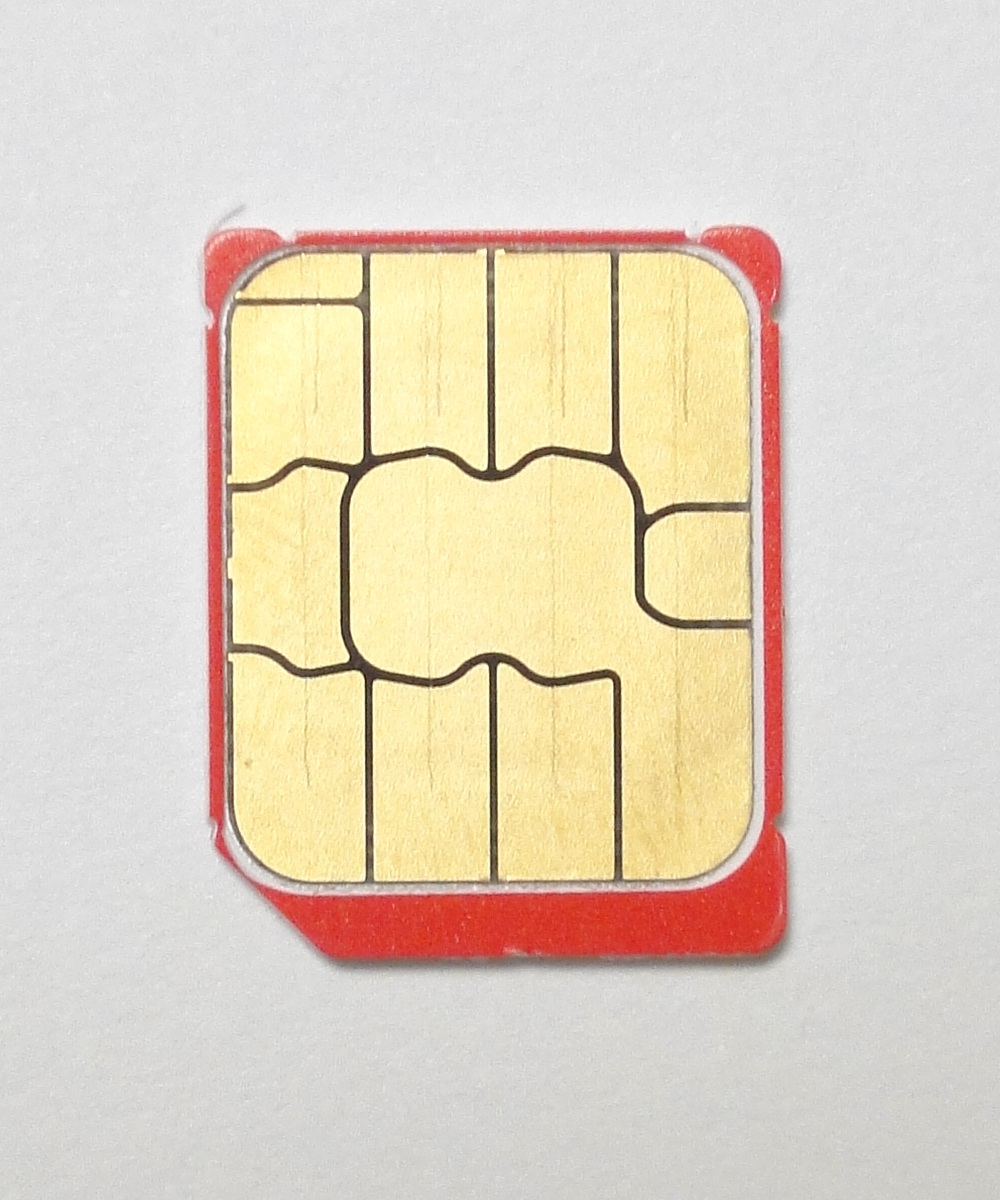
ドコモminiUIMカード AX04m（バージョン4）
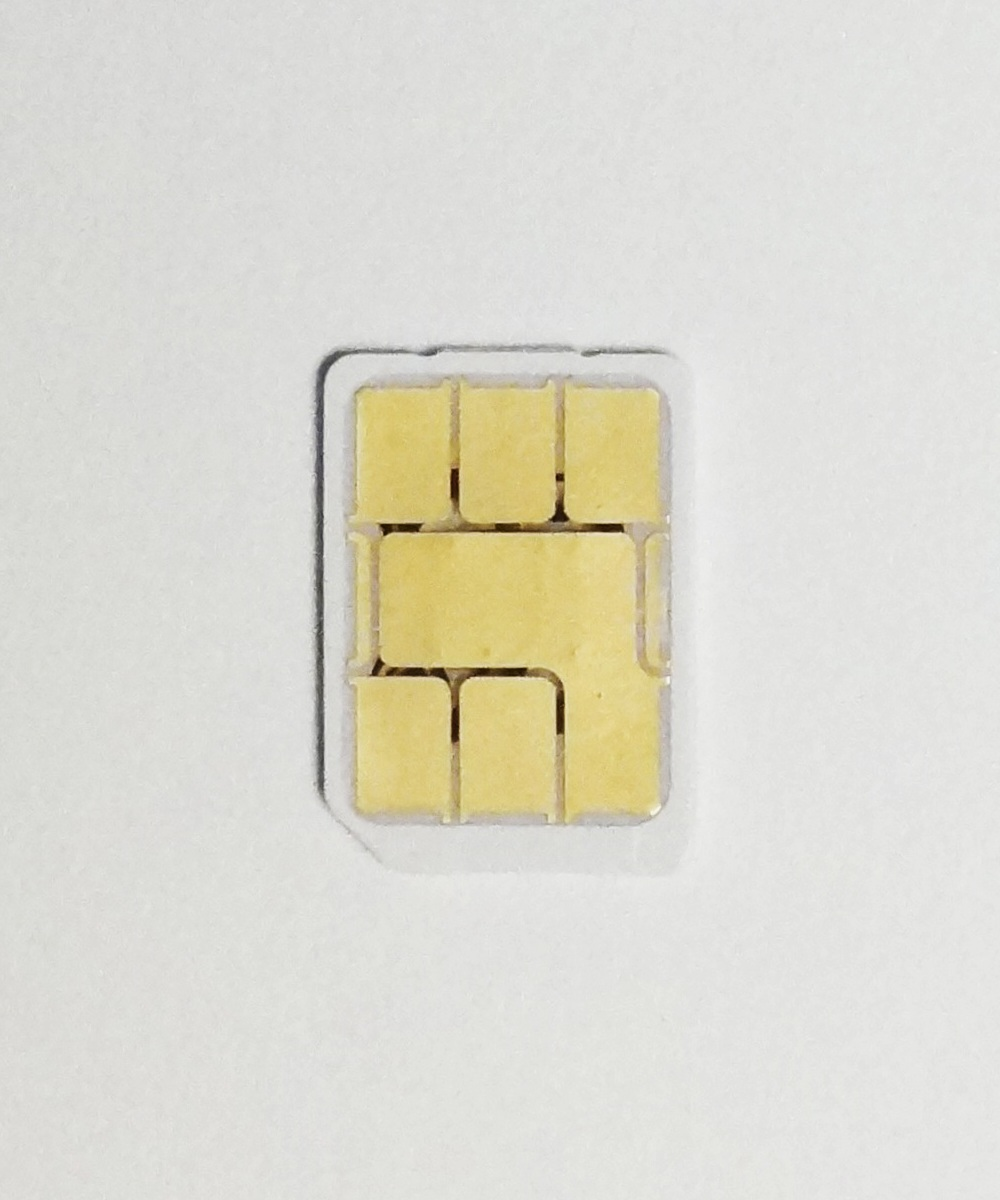
ドコモnanoUIMカード GD04n（バージョン4）
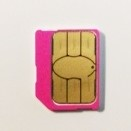
ドコモminiUIMカード AX05m（バージョン5）
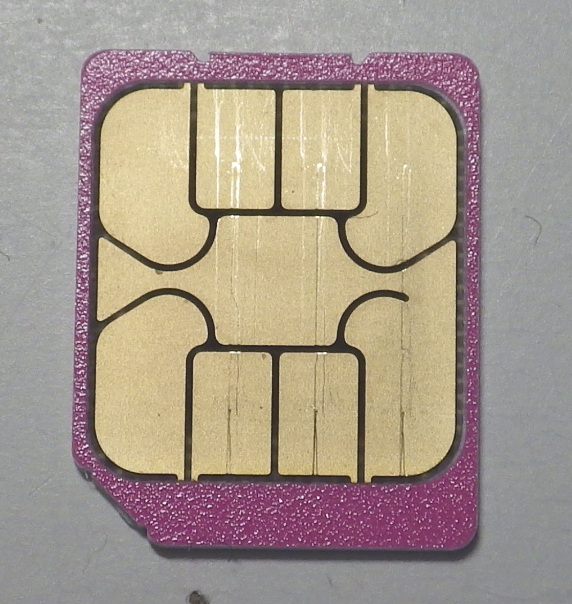
ドコモminiUIMカード DN05m（バージョン5）

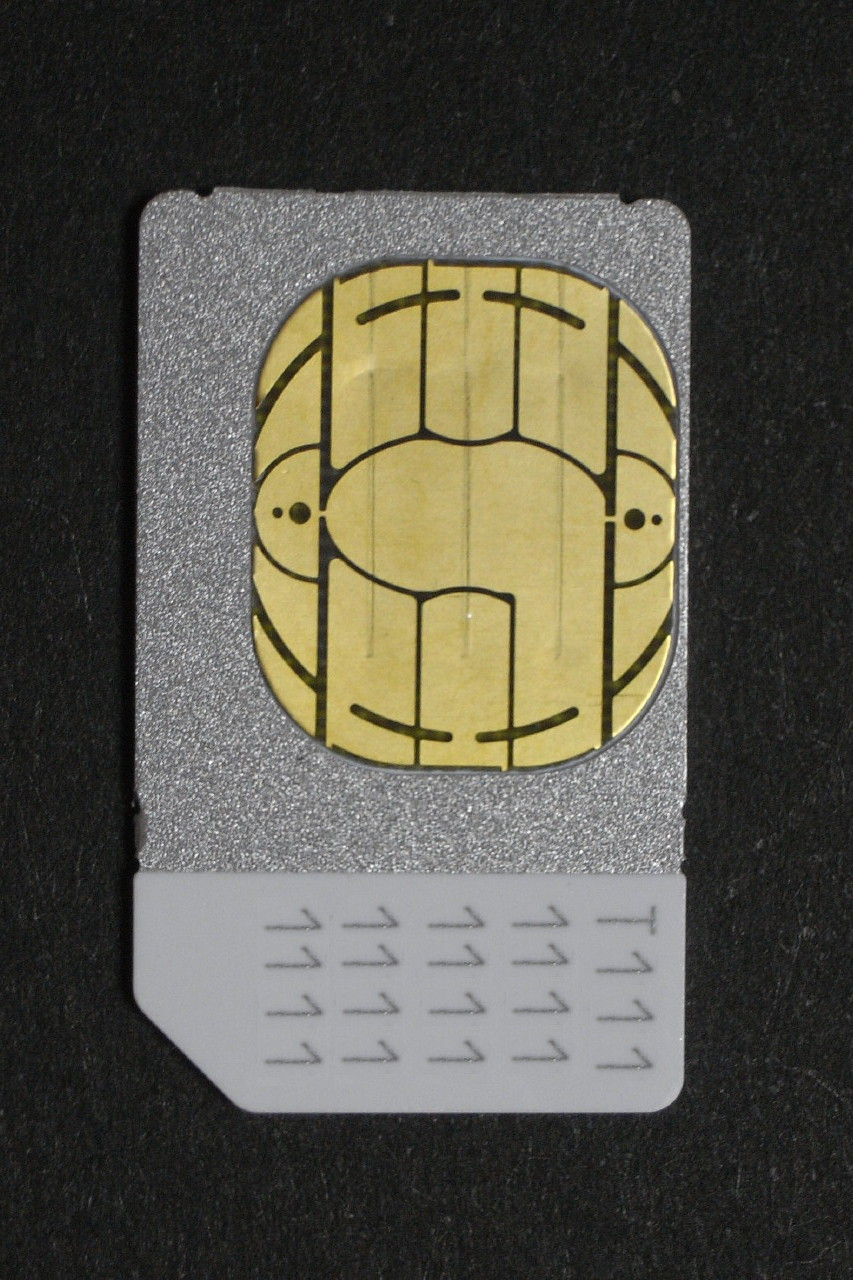
SoftBank 3G USIMカード（GEM）

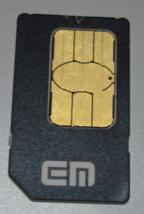
EM chip LTE（黒色/LTE対応データ端末用）

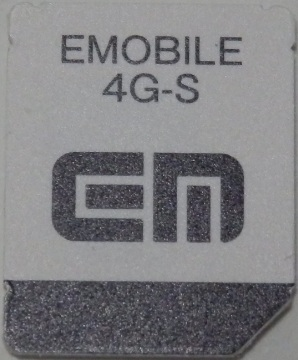
EMOBILE 4G-S USIMカード

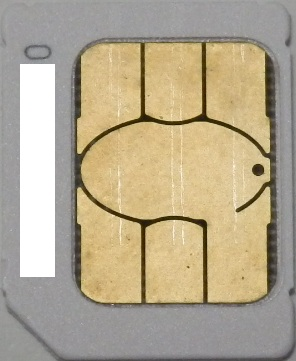
Y!mobileの音声用USIMカードmicro
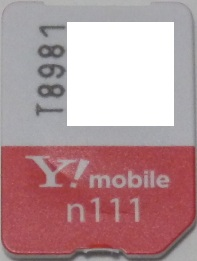
Y!mobileの音声用USIMカードnano

#### R-UIMカード
CDMA 1X WIN（au（KDDI / 沖縄セルラー電話））のau ICカードは、CDMA2000方式とGSM方式のデュアルであることから、R-UIMカード（Removable User Identity Module card）として、UIMカードとは区別して呼ばれる。また、国際規格としては、CDMA仕様のSIMカードとして、CSIMカードと呼ばれるものがあり、これにGSMでも使えるようにしたものが、実質的にはR-UIMカードといえる。一般的に、W-CDMAが使えるかCDMA2000が使えるかの違い以外の差異はそれほど無いものの、厳密には異なる仕様となっている。
なお、VoLTE対応版およびLEと名のつくカードは、CDMA通信に非対応のため、正式なUIMカードとなる。

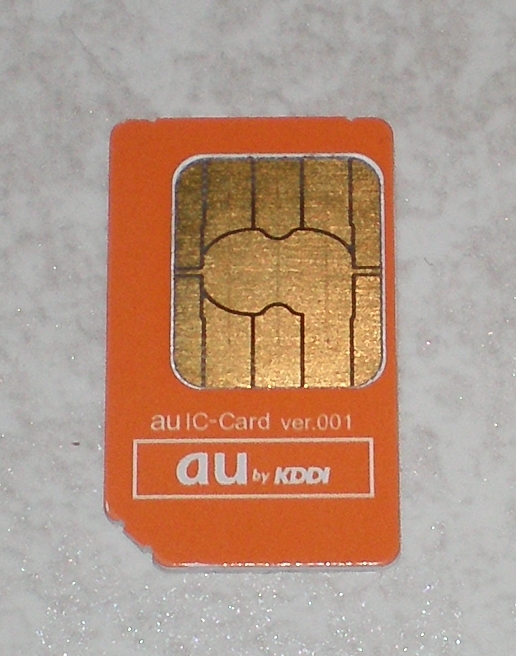
au ICカード Ver.001/R-UIM
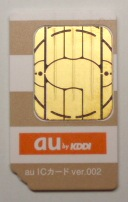
au ICカード Ver.002/R-UIM